# Ем Ти Ви
„MTV“ (първоначално абревиатура от Music Television) е американска кабелна и спътникова телевизионна мрежа с централа в Ню Йорк. Собственост е на подразделението Парамаунт Медия Нетворкс на компанията Парамаунт Глобал. Стартира на 1 август 1981 г., като първоначалната цел на канала е излъчване на музикални видеоклипове, подбирани от телевизионни водещи, наричани „виджеи“ (VJ). Главен изпълнителен директор (CEO) на канала е Робърт (Боб) Бакиш.
През последните години MTV значително намалява количеството на музикалните програми и излъчването на видеоклипове, и сега неговото излъчване се състои основно от програми, отразяващи актуална проблематика, комедийни и драматични телевизионни постановки и някои програми и филми с незначителна музикална компонента, излъчвани на запис и не в прайм тайма. MTV премества фокуса си от музиката в полза на оригинални реалити-програми, предназначени за тийнейджъри и млади хора.
В близкото минало MTV оказва съществено влияние върху музикалната индустрия и популярната култура. С течение на времето MTV създава много дъщерни канали в САЩ и други съвместни в чужбина. Дъщерен канал на MTV е VH1. Едни от първите звезди на канала са групите Abba, Queen, AC/DC, певците Мадона, Кайли Миноуг и Майкъл Джаксън.
На 1 август 1987 г. започва предаване денонощният музикално-развлекателен телевизионен канал MTV Global (отначало като MTV Europe), общоевропейска версия на MTV, част от неговата световна мрежа.